# Julius Jr.
Julius Jr. es una serie televisiva animada y estadounidense basada en los personajes de la marca Paul Frank. Producida por Saban Brands y animada por BrainPower Studio, Julius Jr. comienza en Nick Jr. en los Estados Unidos el 29 de septiembre de 2013. Fue estrenada en Latinoamérica por Discovery Kids, en distintas fechas dependiendo del país, en Argentina estrenó el 21 de julio de 2014  y en México el 28 de julio del mismo año. En tanto, en Colombia y el resto de los países de la región estrenó el 25 de agosto de 2014. La serie finalizó en los Estados Unidos el 9 de agosto de 2015, mientras que en Latinoamérica lo hizo durante el 2016.

## Argumento
La serie se centra en Julius Jr., un mono aficionado a la invención. Junto a sus mejores amigos, Worry Bear (Nervin), Cherry, Clancy, y Pong, construyen una casa de juegos con una simple caja de cartón. Pero cuando entran, para su sorpresa y deleite, descubren que objetos ordinarios mágicamente cobran vida y asombrosas aventuras están a una sola puerta de ocurrir.
Al final de cada episodio, se incluye una canción original. La canción muestra lo más destacable del episodio emitido.

## Episodios
| Temporada | Temporada | Episodios | Emisión original         | Emisión original         |
| Temporada | Temporada | Episodios | Estreno                  | Final                    |
| --------- | --------- | --------- | ------------------------ | ------------------------ |
|           | 1         | 26        | 29 de septiembre de 2013 | 13 de septiembre de 2014 |
|           | 2         | 26        | 3 de noviembre de 2014   | 9 de agosto de 2015      |

## Personajes

### Personajes principales
- Julius Jr: un joven chimpancé inventor a quién le encanta hacer inventos para ayudar a sus amigos. Vive en "la caja" donde tiene su propio taller. Su frase es "Los mejores inventos son los que ayudan a tus amigos". A pesar de que es un mono, no le gustan las bananas. En cambio prefiere mantequilla de cacahuate y emparedados de jalea.
- Clancy: una jirafa macho que vive en "la caja" con Julius y los otros. Clancy es competitivo y a menudo quiere ser el mejor en cualquier cosa. Pero puede ser un poco impaciente a veces. Su cabeza es más grande que el resto de su cuerpo. Sus instrumentos musicales son un teclado y, en ocasiones raras, un saxófono.
- Cherry: (Cherrí según el doblaje latinoamericano) una mapache azul que vive en "la caja" con Julius y los otros. Sheree es bien femenina a pesar de serlo no le gusta el  rosado como se ve en el episodio El poder rosa y le gusta hornear cupcakes y otros postres. También le gustan las cosas brillantes, y tiene un gran sentido de la moda. Ella y Julius son los únicos personajes principales que usan ropa.
- Worry Bear: (Nervín en el doblaje latinoamericano) un oso que vive en "la caja" con Julius y los demás. Es Él mejor amigo de Julius El "vive de su nombre", ya que se preocupa sobre muchas cosas. Debido a esto, él siempre ejerce la precaución cuando se hace alguna actividad. Tiene un muñeco de media en forma de mono llamado Rocky. Su instrumento musical es la percusión.
- Ping: (Pong en el doblaje latinoamericano) Ping es una pequeña panda de voz chillona que vive en "la caja" con Julius y los demás.ella es muy juguetóna y extrovertida. También es curiosa, como cualquier niña pequeña. Desafortunadamente, debido a su edad, no es muy independiente. Worry Bear es su primo. Su instrumento es una pandereta y su color favorito es el rosa.

### Personajes secundarios y otros
- Alexander Graham Doorbell: la puerta parlante del taller de Julius en la caja. Usa un par de anteojos gruesos y tiene un bigote blanco.
- Tool-Box-a-Lot: (Herramientosas en el doblaje latinoamericano): la caja de herramientas robótica de Julius, que lleva algunos de los inventos de Julius con él en sus viajes dentro del "pasillo de los portones".
- Yeti Shaka Brah: un yeti que practica snowboard y que vive en "Hielolaska", que está ubicada en el "pasillo de los portones".
- Sylvia y Gloria: dos orugas que viven en "Bicholandia", ubicado en "los portones".
- Barbadiamante: un pirata gorila que vive en la Isla Caracola. Tiene pequeños diamantes incrustados en su barba como su nombre lo indica. También tiene una madre muy dominante que se la puede oír hablar, pero nunca es vista.
- El Armario Ambulante: un armario animado que contiene diferentes atuendos para Sheree y la banda.
- Nova: una estrella animada que vive en el espacio exterior. Tiene mucho en común con Ping.
- Bob: el alegre beagle rojo que opera el carnaval.
- Sharky: el sobrino de Barbadiamante.
- Nadia: una pulpo que repara máquinas. Disfruta trabajar mucho, aun cuando implica algunos tiempos de descanso.
- Rock Sock 3000: (Media Rockera 3000 en el doblaje latinoamericano): un robot que se asemeja a una versión más grande del muñeco de Worry Bear. Julius puede programarlo para varios propósitos, aun cuando tiende a volverse loco.
- Dez: un tímido dragón de color azul escocés. Él es socialmente cercano a Ping. También es la mascota de un mago rojo.
- Brewster: (Mayo en el doblaje latinoamericano) el gallo que dirige la granja.